# Samtgemeinde Fintel
Samtgemeinde Fintel er en Samtgemeinde med 5 kommuner, beliggende i Landkreis Rotenburg (Wümme), i den nordlige del af den tyske delstat Niedersachsen. Samtgemeindens administration ligger i byen Lauenbrück.

## Geografi
Samtgemeindens område ligger i en højde mellem 25 og 55 moh.

### Inddeling
Samtgemeinden består af fem kommuner: Lauenbrück, Fintel, Helvesiek, Stemmen og Vahlde. Hovedbyerne er Lauenbrück og Fintel, hvor to tredjedele af indbyggerne bor. Fintel har erhvervsområde mens Lauenbrück har banegård, adgang til hovedvejen B75, og Samtgemeindens videregående skole og rådhus.

### Nabokommuner
Samtgemeinde Fintel har otte nabokommuner i tre landkreise.
Mod vest grænser den til kommunen Scheeßel. Mod nord ligger kommunerne Hamersen, Sittensen og Tiste i Samtgemeinde Sittensen. Mod nordøst ligger Heidenau, Wistedt og Königsmoor i Samtgemeinde Tostedt i Landkreis Harburg og mod syd ligger byen Schneverdingen i Heidekreis.